# Équipe de Croatie de hockey sur glace
Cet article traite de l'équipe masculine. Pour l'équipe féminine, voir Équipe de Croatie féminine de hockey sur glace.
L'équipe de Croatie de hockey sur glace est la sélection nationale de la Croatie regroupant les meilleurs joueurs de hockey sur glace croates lors des compétitions internationales. L'équipe est sous la tutelle de la Hrvatski savez hokeja na ledu. L'équipe est classée 29e sur 50 équipes au classement IIHF 2019.
Avant 1992, les joueurs croates jouaient pour l'équipe de Yougoslavie.

## Résultats

### Jeux olympiques
- 2006 - Non qualifié
- 2010 - Non qualifié
- 2014 - Non qualifié
- 2018 - Non qualifié
- 2022 - Non qualifié

### Championnats du monde
La Croatie participe à participe de 1993, à la suite de la dislocation de la Yougoslavie.
- 1993 - 36e place (Non qualifié groupe C)
- 1994 - 31e place (4e de la Poule C2)
- 1995 - 30e place (1re de la Poule C2)
- 1996 - 28e place (8e de la Poule C)
- 1997 - 29e place (1re de la Poule D)
- 1998 - 29e place (5e de la Poule C)
- 1999 - 29e place (5e de la Poule C)
- 2000 - 27e place (3e de la Poule C)
- 2001 - 4e de Division I, groupe B
- 2002 - 5e de Division I, groupe A
- 2003 - 6e de Division I, groupe B
- 2004 - 2e de Division II, groupe A
- 2005 - 1re de Division II, groupe A
- 2006 - 6e de Division I, groupe A
- 2007 - 1re de Division II, groupe A
- 2008 - 5e de Division I, groupe B
- 2009 - 5e de Division I, groupe A
- 2010 - 6e de Division I, groupe B
- 2011 - 5e de Division II, groupe B
- 2012 - 2e de Division II, groupe B
- 2013 - 1re de Division IIA
- 2014 - 2e de Division IB
- 2015 - 4e de Division IB
- 2016 - 4e de Division IB
- 2017 - 5e de Division IB
- 2018 - 6e de Division IB
- 2019 - 2e de Division IIA
- 2020 - Annulé en raison du coronavirus
- 2021 - Annulé en raison du coronavirus
- 2022 - 3e de Division IIA

Note :  Promue ;  Reléguée

## Classement mondial
| Année     | Rang | Points | Progression |
| --------- | ---- | ------ | ----------- |
| 2003      | 31   | 1 545  |             |
| 2004      | 31   | 1 425  | ±0          |
| 2005      | 30   | 1 390  | +1          |
| Mai 2006  | 27   | 2 000  | +3          |
| 2007      | 28   | 1 850  | -1          |
| 2008      | 26   | 1 790  | +2          |
| 2009      | 26   | 1 675  | ±0          |
| Fév. 2010 | 27   | 2 150  | -1          |
| Mai 2010  | 26   | 2 125  | +1          |
| 2011      | 27   | 1 890  | -1          |

| Année     | Rang | Points | Progression |
| --------- | ---- | ------ | ----------- |
| 2012      | 30   | 1 665  | -3          |
| 2013      | 29   | 1 510  | +1          |
| Fév. 2014 | 30   | 1 895  | -1          |
| Mai 2014  | 28   | 2 010  | +2          |
| 2015      | 27   | 1 930  | +1          |
| 2016      | 26   | 1 825  | +1          |
| 2017      | 26   | 1 675  | ±0          |
| Fev. 2018 | 25   | 2 160  | +1          |
| Mai 2018  | 27   | 2 115  | -2          |
| 2019      | 29   | 1 895  | -2          |

## Équipe junior moins de 20 ans

### Championnats d'Europe junior
- 1993 - Non qualifié
- 1994 - 8e du Groupe C
- 1995 - 2e du Groupe C2
- 1996 - 7e du Groupe C
- 1997 - 7e du Groupe C
- 1998 - 7e du Groupe C

### Championnats du monde junior
- 1993 - Perd les qualifications
- 1994 - Perd les qualifications
- 1995 - 5e du Groupe C2
- 1996 - 1re du Groupe D
- 1997 - 7e du Groupe C
- 1998 - 5e du Groupe C
- 1999 - 8e du Groupe C
- 2000 - 1re du Groupe D
- 2001 - 6e de Division II
- 2002 - 4e de Division II
- 2003 - 6e de Division I, Groupe A
- 2004 - 3e de Division II, Groupe B
- 2005 - 3e de Division II, Groupe B
- 2006 - 2e de Division II, Groupe B
- 2007 - 3e de Division II, Groupe A
- 2008 - 3e de Division II, Groupe B
- 2009 - 1re de Division II, Groupe B
- 2010 - 5e de Division I, Groupe B
- 2011 - 5e de Division I, Groupe B
- 2012 - 5e de Division IB
- 2013 - 6e de Division IB
- 2014 - 6e de Division IIA
- 2015 - 1re de Division IIB
- 2016 - 4e de Division IIA
- 2017 - 6e de Division IIA
- 2018 - 3e de Division IIB
- 2019 - 2e de Division IIB
- 2020 - 4e de Division IIB
- 2021 - Annulé en raison du coronavirus
- 2022 - 1re de Division IIB
- 2023 - 1re de Division IIA

## Équipe des moins de 18 ans

### Championnats du monde moins de 18 ans
L'équipe des moins de 18 ans participe dès la première édition.
- 1999 - 7e Division I Europe
- 2000 - 1re Division II Europe
- 2001 - 6e Division II
- 2002 - 7e Division II
- 2003 - 3e de Division II, groupe A
- 2004 - 3e de Division II, groupe B
- 2005 - 3e de Division II, groupe B
- 2006 - 4e de Division II, groupe B
- 2007 - 3e de Division II, groupe B
- 2008 - 3e de Division II, groupe A
- 2009 - 4e de Division II, groupe A
- 2010 - 3e de Division II, groupe A
- 2011 - 3e de Division II, groupe A
- 2012 - 5e de Division II, groupe A
- 2013 - 2e de Division IIA
- 2014 - 3e de Division IIA
- 2015 - 5e de Division IIA
- 2016 - 5e de Division IIA
- 2017 - 6e de Division IIA
- 2018 - 2e de Division IIB
- 2019 - 4e de Division IIB
- 2020 - Annulé en raison du coronavirus
- 2021 - Annulé en raison du coronavirus
- 2022 - 1er de Division IIB
- 2023 -